# Apró nefelejcs
Az apró nefelejcs (Myosotis stricta) a borágófélék (Boraginaceae) családjába tartozó növényfaj.
Fogyasztása nem javasolt, ugyanis a növény pirrolizidin alkaloidokat tartalmaz, amelyek bizonyítottan mérgezők a máj számára!

## Előfordulása
Az apró nefelejcs Európától Iránig található meg. Afrika északnyugati területein is vannak vadon növő állományai. A Börzsönyben megtalálható növényfaj.

## Rendszertani eltérés
Egyes botanikus szerint, a Myosotis discolor Pers. ex Murray az apró nefelejcs szinonimája.

## Képek

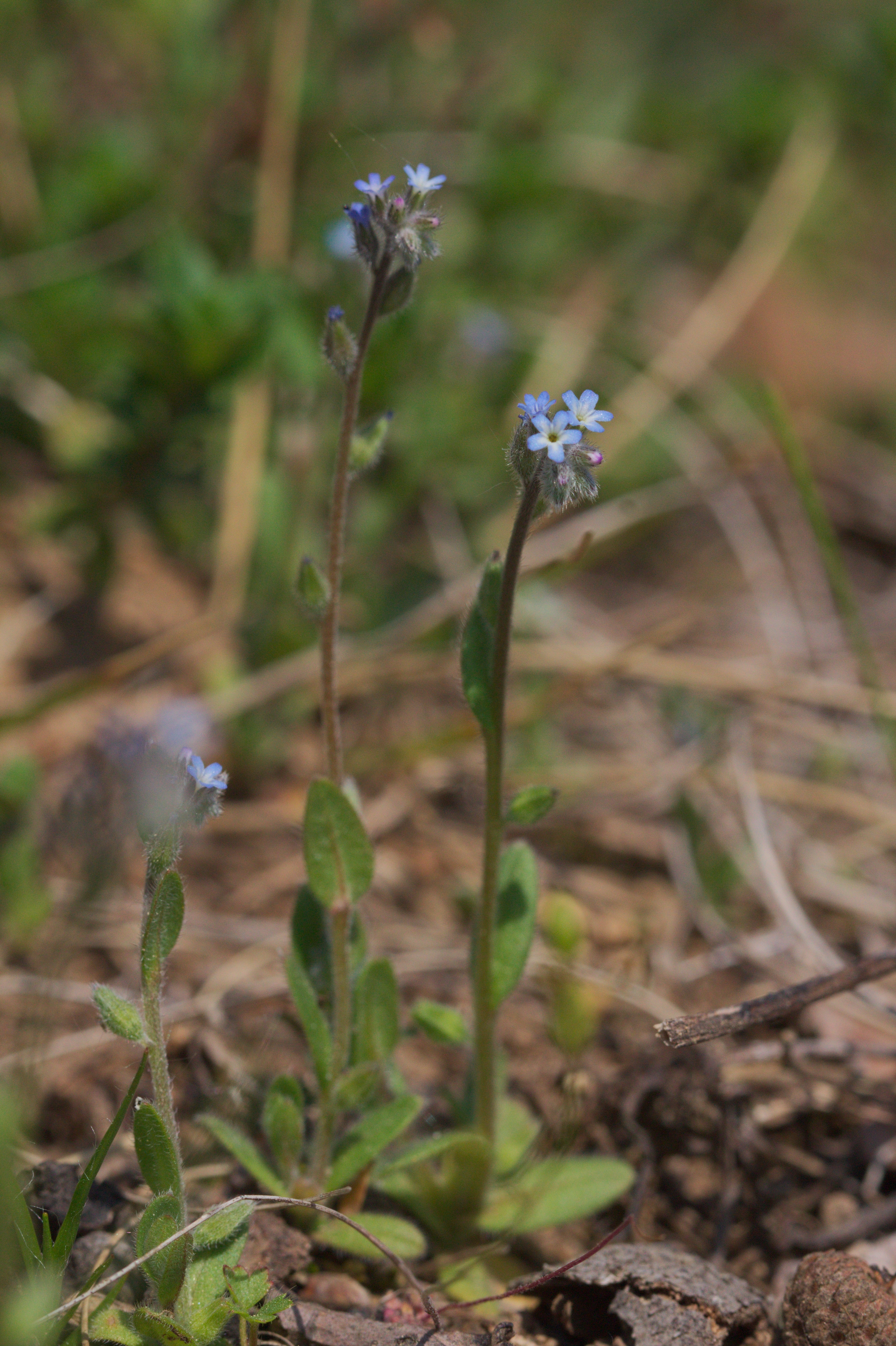
A növény
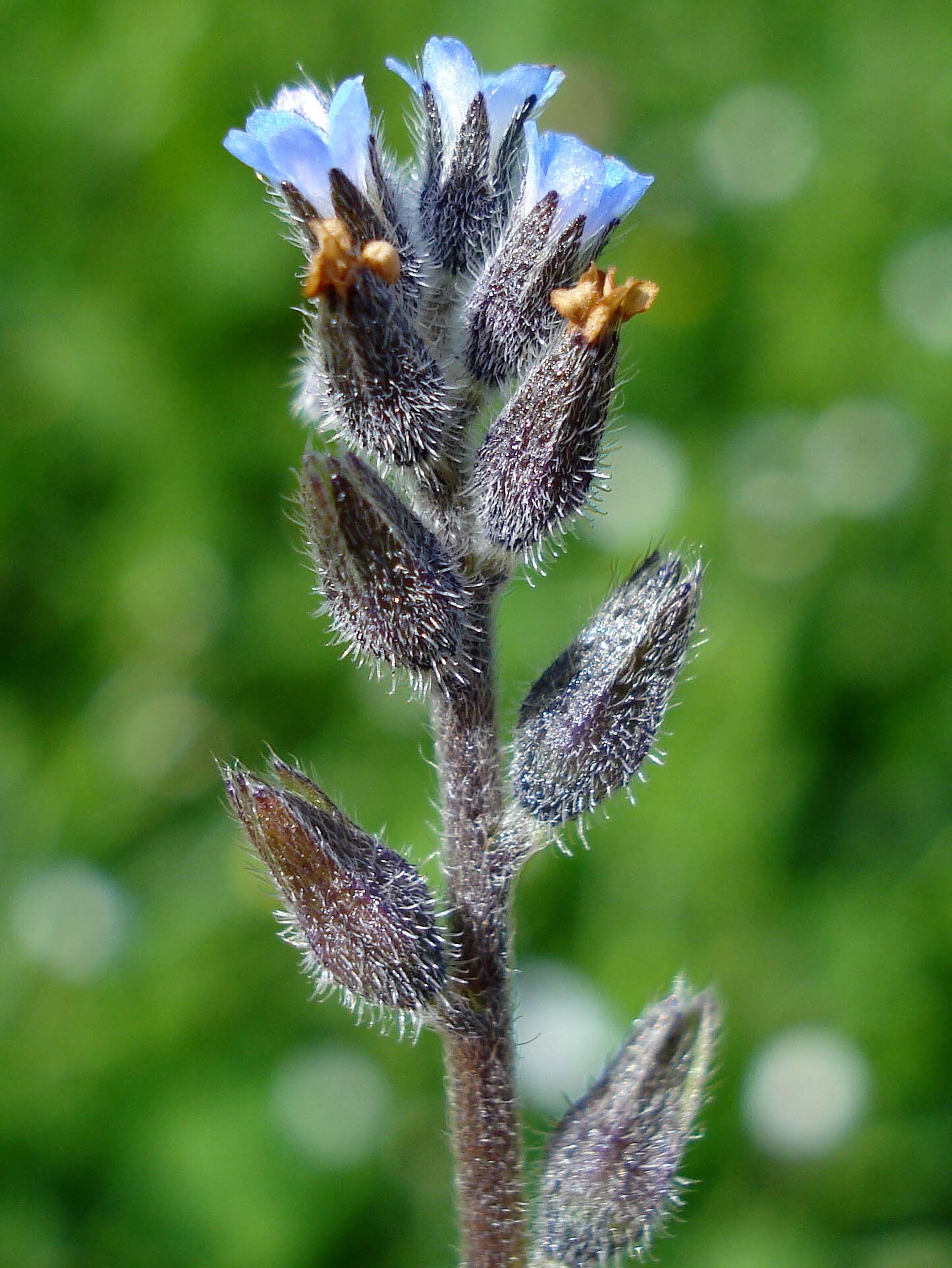
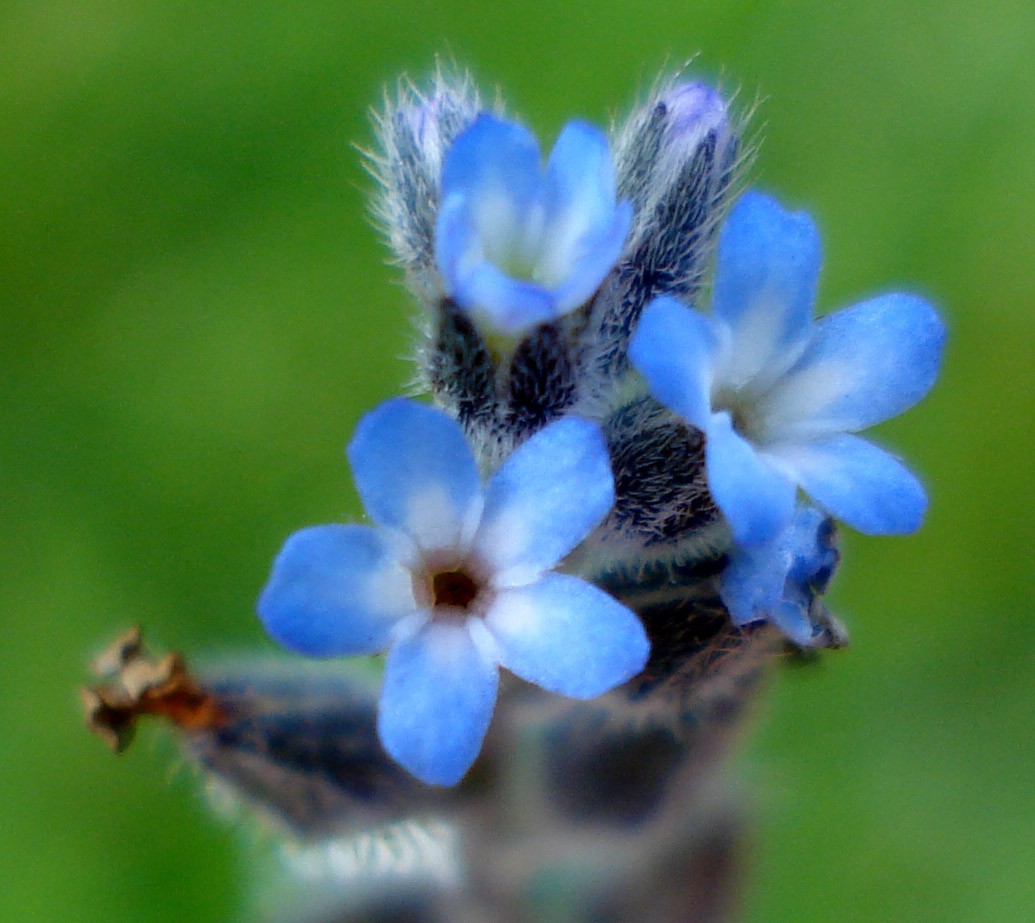
Virágai